# ПроТур UCI
ПроТур UCI (англ. UCI ProTour) — сезонное соревнование по шоссейному велоспорту, которое проводилось с 2005 по 2010 год.

## История
Соревнования среди профессионалов в шоссейном велоспорте проходящиеся в течение сезона впервые появились 1948 году и продолжались до конца 1980-х годов, когда появился Мировой шоссейный кубок UCI. Он разыгрывался до 2004 года и включал только однодневные велогонки.
Тогдашний президент UCI Хайн Вербрюгген 22 апреля 2004 года в Льеже представил планы относительно ProTour, а 2 октября 2004 года было принято окончательное решение по этому вопросу. Целью было организовать турнир в формате, аналогичном гоночной серии Формула-1, а также решить ряд текущих проблем Мирового кубка:
- Гранд-туры не входили в его календарь
- команды и гонщики на тот момент сами выбирали, в каких гонках участвовать, что затрудняло их прямые сравнения
- спонсорство команд обычно длилось всего несколько лет
- многие команды имели финансовые трудности с оплатой своим гонщикам и сотрудникам
- несколько команд столкнулись с допинговыми проблемами

UCI уговорил организаторов Гранд-туров включить их гонки в ProTour, несмотря на прошлые разногласия и угрозы, что они полностью разорвут отношения с ProTour.
Перед началом 2005 года UCI выдал лицензии ProTour, именуемыми UCI ProTeam 20 командам, сроком на 4 года, чтобы они могли сотрудничать со спонсорами. Исключение — команда Phonak, получившая лицензию на 2 года из-за допингового скандала. Эти команды должны были принимать участия во всех гонках серии и могли отказаться от лицензии каждый год из-за наличия проблем с контрактами и размером бюджета. Сначала UCI попытался обязать команды ProTour обязательным участием отдельных гонщиков, чтобы не дать командам выставлять меньшие гонщиков на определенные гонки. Однако это было невозможно.
После 2005 года команды Fassa Bortolo и Domina Vacanze прекратили существование и освободившиеся места заняли AG2R Prévoyance и Team Milram соответственно. После сезона 2006 года iShares отказался продолжать быть основным спонсором команды Phonak из-за допингового скандала ее лидера Флойда Лэндиса и команда прекратила существование. Её лицензию ProTour получила Unibet.com Cycling Team, а швейцарская команда с казахстанской поддержкой Astana Pro Team получила лицензию, которой раньше владел Маноло Сайс и его Liberty Seguros-Würth. После сезона 2007 была понижена в классе Unibet.com и расформировалась Discovery Channel, что снизило количество команд ProTour до 18. В конце 2008 года выбыли ещё две команды: Crédit Agricole и Gerolsteiner. Их лицензии были переданы Garmin-Slipstream и Team Katusha. Командам Bbox Bouygues Telecom и Cofidis было отказано в продлении лицензии на сезон 2010 года, вместо них лицензии получили новые команды Team Sky и Team RadioShack. Хотя Lampre-Farnese Vini продлила свою лицензию до 2013 года, её регистрация (отдельный процесс лицензирования, касающийся финансов) в сезоне 2010 года была временно приостановлена, в результате чего команда пропустила одну гонку. Впоследствии уставы UCI были изменены, чтобы требовать регистрации команды до того, как ее лицензия будет предоставлена или обновлена, чтобы избежать повторения этой ситуации.
В соревнованиях ProTour могли также принимать участие велокоманды категорий ProContinental. Они получали от организаторов гонки для участия уайлд-кард, количество которых зависело от регламента. Обычно предпочтение отдавалось командам из той же страны где проводилась гонка.
ProTour критиковали за отсутствие системы выбывания и повышения в классе команд, участвовавших в континентальных турнирах.

## Конфликт между UCI и организаторами Гранд-туров
Самые сильные трения были между UCI и организаторами Гранд-туров и классических гонок — A.S.O., RCS Sport и Unipublic, организаторов соответственно Тур де Франс, Джиро д’Италия и Вуэльта Испании. В то время как UCI хотел единолично управлять рекламными и телевизионными контрактами, организаторы заявили о праве самостоятельно управлять своими гонками.
9 декабря 2005 года было объявлено что UCI и организаторы Гранд-туров первоначально не смогли договориться на сезон 2006 года, в результате чего гранд-Туры и некоторых другие гонки, проводимых теме же организациями что и гранд-туры, могут покинут ProTour. Ситуация оставалась неясной вплоть до начала сезона, но в конечном итоге все они были включены в календарь.
Во время сезона 2007 года ASO, RCS и Unipublic по-прежнему сходились во мнениях. Основная причина заключалась в том, что организаторы гранд-туров хотели больше свободы в вопросе приглашении команд на их гонки (например, Проконтинентальные команды / Professional Continental) и право исключать некоторые команды UCI ProTeam, такие как Unibet.com.
19 сентября 2007 года UCI объявил, что три гранд-тура исчезнут из ProTour, включая другие соревнования, организованные вышеупомянутыми организаторами (RCS Sport, ASO и Unipublic). Однако это не означает прекращения ProTour.
Неспособность достичь соглашения заставляет президента UCI Пат Маккуэйд отправить в феврале 2008 года письмо всем командам ProTour, запрещающие им участвовать в первой гонке, а именно в Париж — Ницце проводимой ASO. Нарушения предполагало наказание в виде запрет на участие во всех соревнованиях UCI, таких как соревнования ProTour, чемпионаты мира и Олимпийские игры. Предполагалось, что команды будут соревноваться в гонках UCI, и отклонят предложения организаторов Гранд-Туров.
Через два дня AIGCP (Международная ассоциация профессиональных велосипедистов), объединяющая 17 профессиональных команд, объявила в ответ, что команды единодушно решили принять участие в Париж — Ницца, организация которой должна была быть передана Французской федерацией велоспорта. Менеджер команды Quick Step Патрик Лефевр прокомментировал: «Мне надоели больше эти споры. ASO и UCI не знают, сколько урона они делают для этого вида спорта. Что я должен сказать своим спонсорам? Это продолжалось три года и постоянно обостряется. Могут ли команды быть уверенными, что они смогут принять участие в Тур де Франс позже в этом году?».
С 2008 года ProTour был в значительной степени девальвирован из-за выхода из его календаря 11 престижных гонок: 
- всёх Гранд-туров:
  - Джиро д’Италия
  - Тур де Франс
  - Вуэльта Испании
- многодневок:
  - Париж — Ницца
  - Тиррено — Адриатико
- ключевых однодневок включая 4 из 5 монумента[6], большинство которых проводится в начале сезона:
  - Милан — Сан-Ремо[7]
  - Париж — Рубе[7]
  - Флеш Валонь
  - Льеж — Бастонь — Льеж[7]
  - Париж — Тур[8]
  - Джиро ди Ломбардия[7][8]

15 июля 2008 года 17 команд ProTour, участвовавших в Тур де Франс 2008 года во время первого дня отдыха, объявили, что ни одна из них не будет стремиться получить лицензию ProTour на сезоне 2009 года, но в конце концов все, кроме двух, продлили их. В 2008 году Тур Даун Андер в Австралии стал первой гонкой ProTour, которая прошла за пределами Европы.
В 2009 году UCI и организаторы договорились о том, что ранее вышедшие из календаря гонки будут учитываться в рамках UCI World Calendar, который в своих первых двух сезонах учитывал также Проконтинентальные команды. Организаторы Гранд-туров получили право выбирать команды которые будут в них участвовать, а также некоторые из команд право не участвовать в определённых гонках. С 2011 года все гонки в Мировом календаре, те которые дают очки в зачёт мирового рейтинга, должны быть объединены в турнир UCI World Tour, а ProTour как отдельная серия гонок должен быть прекращён.

## Регламент

### Категории гонок
- Категория 1 : Тур де Франс
- Категория 2 : Джиро д'Италия и Вуэльта Испании
- Категория 3 : Тур Даун Андер, Париж — Ницца, Тиррено — Адриатико, Милан — Сан-Ремо, Тур Фландрии, Тур Страны Басков, Париж — Рубе, Льеж — Бастонь — Льеж, Тур Романдии, Вуэльта Каталонии, Критериум Дофине Либере, Тур Швейцарии, Энеко Тур, Тур Германии, Тур Польши и Джиро ди Ломбардия
- Категория 4 : Гент — Вевельгем, Амстел Голд Рейс, Флеш Валонь, HEW Классик / Ваттенфаль Классик, Классика Сан-Себастьяна, Гран-при Плуэ, Чемпионат Цюриха и Париж — Тур
- Категория 5 : Эйндховенская командная гонка с раздельным стартом
- Категория 6 : Чемпионат мира (RR)

### Начисляемые очки
| Гонки / Место | 1   | 2  | 3  | 4  | 5  | 6  | 7  | 8  | 9  | 10 | 11 | 12 | 13 | 14 | 15 | 16 | 17 | 18 | 19 | 20 |
| ------------- | --- | -- | -- | -- | -- | -- | -- | -- | -- | -- | -- | -- | -- | -- | -- | -- | -- | -- | -- | -- |
| Кат. 1        | 100 | 75 | 60 | 55 | 50 | 45 | 40 | 35 | 30 | 25 | 20 | 15 | 12 | 9  | 7  | 5  | 4  | 3  | 2  | 1  |
| Кат. 2        | 85  | 65 | 50 | 45 | 40 | 35 | 30 | 26 | 22 | 19 | 16 | 13 | 11 | 9  | 7  | 5  | 4  | 3  | 2  | 1  |
| Кат. 3        | 50  | 40 | 35 | 30 | 25 | 20 | 15 | 10 | 5  | 1  |    |    |    |    |    |    |    |    |    |    |
| Кат. 4        | 40  | 30 | 25 | 20 | 15 | 11 | 7  | 5  | 3  | 1  |    |    |    |    |    |    |    |    |    |    |
| Кат. 5        | 10  | 9  | 8  | 7  | 6  | 5  | 4  | 3  | 2  | 1  |    |    |    |    |    |    |    |    |    |    |
| Кат. 6        | 50  | 40 | 35 |    |    |    |    |    |    |    |    |    |    |    |    |    |    |    |    |    |

| Гонки / Место | 01 | 02 | 03 |
| ------------- | -- | -- | -- |
| Кат. 1        | 3  | 2  | 1  |
| Кат. 2        | 3  | 2  | 1  |
| Кат. 3        | 1  |    |    |

## Гонки
| V | Гонка входила в календарь | X | Гонка не входила в календарь, но проводилась |  | Гонка не проводилась |

| Гонка / Сезон                                      | 2005 | 2006 | 2007 | 2008 | 2009 | 2010 |
| -------------------------------------------------- | ---- | ---- | ---- | ---- | ---- | ---- |
| Тур Даун Андер                                     | X    | X    | X    | V    | V    | V    |
| Париж — Ницца                                      | V    | V    | V    | X    | X    | X    |
| Тиррено — Адриатико                                | V    | V    | V    | X    | X    | X    |
| Милан — Сан-Ремо                                   | V    | V    | V    | X    | X    | X    |
| Тур Фландрии                                       | V    | V    | V    | V    | V    | V    |
| Тур страны Басков                                  | V    | V    | V    | V    | V    | V    |
| Гент — Вевельгем                                   | V    | V    | V    | V    | V    | V    |
| Париж — Рубе                                       | V    | V    | V    | X    | X    | V    |
| Амстел Голд Рейс                                   | V    | V    | V    | V    | V    | V    |
| Флеш Валонь                                        | V    | V    | V    | X    | X    | X    |
| Льеж — Бастонь — Льеж                              | V    | V    | V    | X    | X    | X    |
| Тур Романдии                                       | V    | V    | V    | V    | V    | V    |
| Джиро д'Италия                                     | V    | V    | V    | X    | X    | X    |
| Вуэльта Каталонии                                  | V    | V    | V    | V    | V    | V    |
| Критериум Дофине Либере                            | V    | V    | V    | V    | V    | V    |
| Тур Швейцарии                                      | V    | V    | V    | V    | V    | V    |
| Эйндховенская командная гонка с раздельным стартом | V    | V    | V    |      |      |      |
| Тур де Франс                                       | V    | V    | V    | X    | X    | X    |
| HEW Классик / Ваттенфаль Классик                   | V    | V    | V    | V    | V    | V    |
| Энеко Тур                                          | V    | V    | V    | V    | V    | V    |
| Классика Сан-Себастьяна                            | V    | V    | V    | V    | V    | V    |
| Тур Германии                                       | V    | V    | V    | V    |      |      |
| Вуэльта Испании                                    | V    | V    | V    | X    | X    | X    |
| Гран-при Квебека                                   |      |      |      |      |      | V    |
| Гран-при Монреаля                                  |      |      |      |      |      | V    |
| Гран-при Плуэ                                      | V    | V    | V    | V    | V    | V    |
| Тур Польши                                         | V    | V    | V    | V    | V    | V    |
| Чемпионат мира — Групповая гонка                   | V    | X    | X    | X    | X    | X    |
| Чемпионат Цюриха                                   | V    | V    |      |      |      |      |
| Париж — Тур                                        | V    | V    | V    | X    | X    | X    |
| Джиро ди Ломбардия                                 | V    | V    | V    | X    | X    | X    |

## Участвующие команды

### UCI ProTeams
|  | Лицензия UCI ProTeam |  | Команда имела лицензию уровнем ниже |  | Команда не существовала |

| 2005                             | 2006                             | 2007                             | 2008                             | 2009                        | 2010                        |
| -------------------------------- | -------------------------------- | -------------------------------- | -------------------------------- | --------------------------- | --------------------------- |
| Bouygues Télécom                 | Bouygues Télécom                 | Bouygues Télécom                 | Bouygues Télécom                 | Bbox Bouygues Telecom       | Bbox Bouygues Telecom       |
| Cofidis, le Crédit Par Téléphone | Cofidis, le Crédit Par Téléphone | Cofidis, le Crédit Par Téléphone | Cofidis, le Crédit Par Téléphone | Cofidis, le Crédit en Ligne | Cofidis, le Crédit en Ligne |
| Crédit Agricole                  | Crédit Agricole                  | Crédit Agricole                  | Crédit Agricole                  |                             |                             |
| Davitamon-Lotto                  | Davitamon-Lotto                  | Predictor-Lotto                  | Silence-Lotto                    | Silence-Lotto               | Omega Pharma-Lotto          |
| Discovery Channel                | Discovery Channel                | Discovery Channel                |                                  |                             |                             |
| Domina Vacanze-De Nardi          |                                  |                                  |                                  |                             |                             |
| Euskaltel-Euskadi                | Euskaltel-Euskadi                | Euskaltel-Euskadi                | Euskaltel-Euskadi                | Euskaltel-Euskadi           | Euskaltel-Euskadi           |
| Fassa Bortolo                    |                                  |                                  |                                  |                             |                             |
| Française des Jeux               | Française des Jeux               | Française des Jeux               | Française des Jeux               | Française des Jeux          | Française des Jeux          |
| Gerolsteiner                     | Gerolsteiner                     | Gerolsteiner                     | Gerolsteiner                     |                             |                             |
| Illes Balears-Banesto            | Caisse d'Epargne-Illes Balears   | Caisse d'Epargne                 | Caisse d'Epargne                 | Caisse d'Epargne            | Caisse d'Epargne            |
| Lampre-Caffita                   | Lampre-Fondital                  | Lampre-Fondital                  | Lampre                           | Lampre-NGC                  | Lampre-Farnese Vini         |
| Liberty Seguros-Würth            | Liberty Seguros-Würth            |                                  |                                  |                             |                             |
| Liquigas-Bianchi                 | Liquigas                         | Liquigas                         | Liquigas                         | Liquigas                    | Liquigas-Doimo              |
| Phonak Hearing Systems           | Phonak Hearing Systems           |                                  |                                  |                             |                             |
| Quick Step-Innergetic            | Quick Step-Innergetic            | Quick Step-Innergetic            | Quick Step                       | Quick Step                  | Quick Step                  |
| Rabobank                         | Rabobank                         | Rabobank                         | Rabobank                         | Rabobank                    | Rabobank                    |
| Saunier Duval-Prodir             | Saunier Duval-Prodir             | Saunier Duval-Prodir             | Saunier Duval-Scott              | Fuji-Servetto               | Footon-Servetto-Fuji        |
| T-Mobile Team                    | T-Mobile Team                    | T-Mobile Team                    |                                  |                             |                             |
| Team CSC                         | Team CSC                         | Team CSC                         | Team CSC                         | Saxo Bank                   | Saxo Bank                   |
| Ag2r Prévoyance                  | Ag2r Prévoyance                  | Ag2r Prévoyance                  | Ag2r–La Mondiale                 | Ag2r–La Mondiale            | Ag2r–La Mondiale            |
|                                  | Team Milram                      | Team Milram                      | Team Milram                      | Team Milram                 | Team Milram                 |
|                                  |                                  | Astana                           | Astana                           | Astana                      | Astana                      |
|                                  | Unibet.com                       | Unibet.com                       | Cycle Collstrop                  |                             |                             |
|                                  |                                  |                                  | Team High Road                   | Team Columbia-High Road     | Team HTC-Columbia           |
|                                  |                                  | Slipstream-Chipotle              | Slipstream-Chipotle              | Garmin-Slipstream           | Garmin-Transitions          |
|                                  |                                  |                                  |                                  | Team Katusha                | Team Katusha                |
|                                  |                                  |                                  |                                  |                             | Team RadioShack             |
|                                  |                                  |                                  |                                  |                             | Sky Procycling              |

### UCI Professional Continental Teams
- 3 Molinos Resort
- Action-Uniqa
- Acqua & Sapone
- Agritubel
- Amica Chips-Knauf
- Andalucía
- Androni Giocattoli-3C Casalinghi
- Barloworld
- Benfica
- BMC Racing Team
- Carmiooro-NGC
- CCC Polsat Polkowice
- - Ceramica Flaminia
- Cervélo TestTeam
- Comunidad Valenciana
- Contentpolis-Ampo
- Crelan-Euphony
- DFL-Cyclingnews-Litespeed
- Drapac
- Ed' System ZVVZ
- Elk Haus
- FDJ
- Fuerteventura-Canarias
- Kaiku
- LA Aluminios
- LPR Brakes-Farnese Vini
- Miche
- Mitsubishi-Jartazi
- Naturino-Sapore di Mare
- Navigators Insurance
- NGC Medical-OTC Industria Porte
- PSK Whirlpool-Author
- RAGT Semences
- Relax-GAM
- Skil Shimano
- Scott-Marcondes Cesar
- Sojasun
- Tenax
- Tinkoff Credit Systems
- Utensilnord Named
- Vacansoleil-DCM
- Vorarlberg-Corratec
- Wiesenhof-Felt
- Xacobeo Galicia

## Результаты

### Индивидуальный рейтинг
| Год  | Победитель                                  | Второй          | Третий            |
| ---- | ------------------------------------------- | --------------- | ----------------- |
| 2005 | Данило Ди Лука                              | Том Бонен       | Давиде Ребеллин   |
| 2006 | Алехандро Вальверде                         | Самуэль Санчес  | Фрэнк Шлек        |
| 2007 | Кэдел Эванс                                 | Давиде Ребеллин | Альберто Контадор |
| 2008 | Алехандро Вальверде                         | Дамиано Кунего  | Андреас Клёден    |
| 2009 | не определялись / см. Мировой календарь UCI |                 |                   |
| 2010 | не определялись / см. Мировой календарь UCI |                 |                   |

### Командный рейтинг
| Год  | Победитель                                  | Второй                         | Третий           |
| ---- | ------------------------------------------- | ------------------------------ | ---------------- |
| 2005 | Team CSC                                    | Phonak Hearing Systems         | Rabobank         |
| 2006 | Team CSC                                    | Caisse d'Epargne-Illes Balears | Rabobank         |
| 2007 | Team CSC                                    | Liquigas                       | Caisse d'Epargne |
| 2008 | Caisse d'Epargne                            | Astana                         | CSC Saxo Bank    |
| 2009 | не определялись / см. Мировой календарь UCI |                                |                  |
| 2010 | не определялись / см. Мировой календарь UCI |                                |                  |

### Национальный рейтинг
| Год  | Победитель                                  | Второй   | Третий    |
| ---- | ------------------------------------------- | -------- | --------- |
| 2005 | Италия                                      | США      | Испания   |
| 2006 | Испания                                     | Италия   | Германия  |
| 2007 | Испания                                     | Италия   | Австралия |
| 2008 | Испания                                     | Германия | Италия    |
| 2009 | не определялись / см. Мировой календарь UCI |          |           |
| 2010 | не определялись / см. Мировой календарь UCI |          |           |

## Победители гонок
| Сезон                   | 2005                       | 2006                       | 2007                       | 2008                   | 2009                   | 2010                   |
| ----------------------- | -------------------------- | -------------------------- | -------------------------- | ---------------------- | ---------------------- | ---------------------- |
| Тур Даун Андер          | Входила в UCI Oceania Tour | Входила в UCI Oceania Tour | Входила в UCI Oceania Tour | Грайпель               | Дэвис                  | Грайпель               |
| Париж — Ницца           | Джулич                     | Лэндис                     | Контадор                   | Исторический календарь | Исторический календарь | Исторический календарь |
| Тиррено — Адриатико     | Фрейре                     | Деккер                     | Клёден                     | Исторический календарь | Исторический календарь | Исторический календарь |
| Милан — Сан-Ремо        | Петакки                    | Поццато                    | Фрейре                     | Исторический календарь | Исторический календарь | Исторический календарь |
| Тур Фландрии            | Бонен                      | Бонен                      | Баллан                     | Деволдер               | Деволдер               | Канчеллара             |
| Тур Страны Басков       | Ди Лука                    | Марчанте                   | Кобо                       | Контадор               | Контадор               | Хорнер                 |
| Гент — Вевельгем        | Маттан                     | Хусховд                    | Бургхардт                  | Фрейре                 | Хаген                  | Айзель                 |
| Париж — Рубе            | Бонен                      | Канчеллара                 | О'Грэйди                   | Исторический календарь | Исторический календарь | Исторический календарь |
| Амстел Голд Рейс        | Ди Лука                    | Ф.Шлек                     | Шумахер                    | Кунего                 | Иванов                 | Жильбер                |
| Флеш Валонь             | Ди Лука                    | Вальверде                  | Ребеллин                   | Исторический календарь | Исторический календарь | Исторический календарь |
| Льеж — Бастонь — Льеж   | Винокуров                  | Вальверде                  | Ди Лука                    | Исторический календарь | Исторический календарь | Исторический календарь |
| Тур Романдии            | Ботеро                     | Эванс                      | Деккер                     | Клёден                 | Кройцигер              | Шпилак                 |
| Джиро д'Италия          | Савольделли                | Бассо                      | Ди Лука                    | Исторический календарь | Исторический календарь | Исторический календарь |
| Вуэльта Каталонии       | Попович                    | Каньяда                    | Карпец                     | Велосо                 | Вальверде              | Родригез               |
| Критериум Дофине        | Ландалузе                  | Лайфаймер                  | Моро                       | Вальверде              | Вальверде              | Брайкович              |
| Тур Швейцарии           | Гонсалес                   | Ульрих                     | Карпец                     | Кройцигер              | Канчеллара             | Ф.Шлек                 |
| Эйндховенская TTT       | Gerolsteiner               | CSC                        | CSC                        | Не проводилась         | Не проводилась         | Не проводилась         |
| Тур де Франс            | Армстронг                  | Оскар Перейро              | Контадор                   | Исторический календарь | Исторический календарь | Исторический календарь |
| Ваттенфаль Классик      | Поццато                    | Фрейре                     | Баллан                     | Макьюэн                | Фаррар                 | Фаррар                 |
| Энеко Тур               | Джулич                     | Шумахер                    | Гутьеррес                  | Гутьеррес              | Хаген                  | Т.Мартин               |
| Классика Сан-Себастьяна | Забалла                    | Флоренсио                  | Бертаньолли                | Вальверде              | Кройцигер              | Л.Л.Санчес             |
| Тур Германии            | Лайфаймер                  | Фогт                       | Фогт                       | Гердеманн              | Не проводилась         | Не проводилась         |
| Вуэльта Испании         | Эрас                       | Винокуров                  | Меньшов                    | Исторический календарь | Исторический календарь | Исторический календарь |
| Гран-при Квебека        | Не проводилась             | Не проводилась             | Не проводилась             | Не проводилась         | Не проводилась         | Фёклер                 |
| Гран-при Монреаля       | Не проводилась             | Не проводилась             | Не проводилась             | Не проводилась         | Не проводилась         | Гесинк                 |
| Гран-при Плуэ           | Хинкепи                    | Нибали                     | Фёклер                     | Федриго                | Герранс                | Госс                   |
| Тур Польши              | Кирхен                     | Шумахер                    | Вансюммерен                | Фогт                   | Баллан                 | Д.Мартин               |
| Чемпионат мира RR       | Бонен                      | Не входила в календарь     | Не входила в календарь     | Не входила в календарь | Не входила в календарь | Не входила в календарь |
| Чемпионат Цюриха        | Беттини                    | С.Санчес                   | Не проводилась             | Не проводилась         | Не проводилась         | Не проводилась         |
| Париж — Тур             | Цабель                     | Гуесдон                    | Петакки                    | Исторический календарь | Исторический календарь | Исторический календарь |
| Джиро ди Ломбардия      | Беттини                    | Беттини                    | Кунего                     | Исторический календарь | Исторический календарь | Исторический календарь |